# Cod ATC C01
Codul ATC C01 Terapia cordului este o parte a sistemului de clasificare anatomică, terapeutică și chimică a medicamentelor, un sistem dezvoltat de către Organizația Mondială a Sănătății (OMS) pentru clasificarea medicamentelor și a altor produse medicinale. Subgrupul C01 este o parte a grupului C Sistemul cardiovascular.
Codurile pentru preparatele de uz veterinar sunt create prin alipirea literei Q în fața codului ATC corespunzător produsului pentru uz uman; de exemplu, QC01. Codurile ATCvet care nu au un cod ATC corespunzător produsului de uz uman sunt citate începând cu Q în lista următoare.

## C01A Glicozide cardiotonice

### C01AA Glicozide dinDigitalis
C01AA01 Acetildigitoxină
C01AA02 Acetildigoxină
C01AA03 Digitalis, frunze
C01AA04 Digitoxină
C01AA05 Digoxină
C01AA06 Lanatozidă C
C01AA07 Deslanozidă
C01AA08 Metildigoxină
C01AA09 Gitoformat
C01AA52 Acetildigoxină, combinații

### C01AB Glicozide dinScilla
C01AB01 Proscilaridină
C01AB51 Proscilaridină, combinații

### C01AC Glicozide dinStrofantus
C01AC01 G-strofantină
C01AC03 Cimarină

### C01AX Alte glicozide cardiotonice
C01AX02 Peruvozidă

## C01BAntiaritmice, clasa I și III

### C01BA Antiaritmice, clasa Ia
C01BA01 Chinidină
C01BA02 Procainamidă
C01BA03 Disopiramidă
C01BA04 Sparteină
C01BA05 Ajmalină
C01BA08 Prajmalină
C01BA12 Lorajmină
C01BA13 Hidrochinidină
C01BA51 Chinidină, combinații exclusiv psiholeptice
C01BA71 Chinidină, combinații cu psiholeptice

### C01BB Antiaritmice, clasa Ib
C01BB01 Lidocaină
C01BB02 Mexiletină
C01BB03 Tocainidă
C01BB04 Aprindină

### C01BC Antiaritmice, clasa Ic
C01BC03 Propafenonă
C01BC04 Flecainidă
C01BC07 Lorcainidă
C01BC08 Encainidă
C01BC09 Etacizină

### C01BD Antiaritmice, clasa III
C01BD01 Amiodaronă
C01BD02 Bretiliu, tosilat
C01BD03 Bunaftină
C01BD04 Dofetilidă
C01BD05 Ibutilidă
C01BD06 Tedisamil
C01BD07 Dronedaronă

### C01BG Alte antiaritmice, clasa I și III
C01BG01 Moracizină
C01BG07 Cibenzolină
C01BG11 Vernakalant

## C01C Stimulante cardiace, excluzând glicozidele cardiotonice

### C01CAAdrenergiceșidopaminergice
C01CA01 Etilefrină
C01CA02 Izoprenalină
C01CA03 Norepinefrină
C01CA04 Dopamină
C01CA05 Norfenefrină
C01CA06 Fenilefrină
C01CA07 Dobutamină
C01CA08 Oxedrină
C01CA09 Metaraminol
C01CA10 Metoxamină
C01CA11 Mefentermină
C01CA12 Dimetofrină
C01CA13 Prenalterol
C01CA14 Dopexamină
C01CA15 Gepefrină
C01CA16 Ibopamină
C01CA17 Midodrină
C01CA18 Octopamină
C01CA19 Fenoldopam
C01CA21 Cafedrină
C01CA22 Arbutamină
C01CA23 Teodrenalină
C01CA24 Epinefrină
C01CA25 Ameziniu, metilsulfat
C01CA26 Efedrină
C01CA27 Droxidopa
C01CA30 combinații
C01CA51 Etilefrină, combinații

### C01CE Inhibitori de fosfodiesteraze
C01CE01 Amrinonă
C01CE02 Milrinonă
C01CE03 Enoximonă
C01CE04 Bucladezină
QC01CE90 Pimobendan

### C01CX Alte stimulante cardiace
C01CX06 Angiotensinamidă
C01CX07 Xamoterol
C01CX08 Levosimendan
C01CX09 Angiotensină II

## C01DVasodilatatoareutilizate în boli cardiace

### C01DANitrațiorganici
C01DA02 Nitroglicerină (trinitrat de glicerol)
C01DA04 Metilpropilpropanediol dinitrat
C01DA05 Pentaeritritil tetranitrat
C01DA07 Propatilnitrat
C01DA08 Izosorbid dinitrat
C01DA09 Trolnitrat
C01DA13 Eritritil tetranitrat
C01DA14 Izosorbid mononitrat
C01DA20 Nitrați organici în combinații
C01DA38 Tenitramină
C01DA52 Nitroglicerină, combinații
C01DA54 Metilpropilpropanediol dinitrat, combinații
C01DA55 Pentaeritritil tetranitrat, combinații
C01DA57 Propatilnitrat, combinații
C01DA58 Isosorbide dinitrat, combinații
C01DA59 Trolnitrat, combinații
C01DA63 Eritritil tetranitrat, combinații
C01DA70 Nitrați organici în combinații psiholeptice

### C01DBChinolone
C01DB01 Flosequinan

### C01DX Alte vasodilatatoare utilizate în boli cardiace
C01DX01 Itramină, tosilat
C01DX02 Prenilamină
C01DX03 Oxifedrină
C01DX04 Benziodaronă
C01DX05 Carbocromen
C01DX06 Hexobendină
C01DX07 Etafenonă
C01DX08 Heptaminol
C01DX09 Imolamină
C01DX10 Dilazep
C01DX11 Trapidil
C01DX12 Molsidomină
C01DX13 Efloxat
C01DX14 Cinepazet
C01DX15 Cloridarol
C01DX16 Nicorandil
C01DX18 Linsidomină
C01DX19 Nesiritidă
C01DX21 Serelaxină
C01DX51 Itramină, tosilat, combinații
C01DX52 Prenilamină, combinații
C01DX53 Oxifedrină, combinații
C01DX54 Benziodaronă, combinații

## C01E Alte preparate de uz cardiac

### C01EAProstaglandine
C01EA01 Alprostadil

### C01EB Alte preparate
C01EB02 Camfor
C01EB03 Indometacină
C01EB04 Crataegus, glicozide din
C01EB05 Creatinolfosfat
C01EB06 Fosfocreatină
C01EB07 Fructozo-1,6-difosfat
C01EB09 Ubidecarenonă
C01EB10 Adenozină
C01EB11 Tiracizină
C01EB13 Acadezină
C01EB15 Trimetazidină
C01EB16 Ibuprofen
C01EB17 Ivabradină
C01EB18 Ranolazină
C01EB21 Regadenoson
C01EB22 Meldonium
C01EB23 Acid tiazotic

### C01EX Alte preparate, combinații
- Nelistate